# سيبان (أرمينيا)
مدينة سيبان (بالإنجليزية: Sipan)‏ هي إحدى المدن التابعة لمقاطعة آراغاتسوتن في أرمينيا. يقدر عدد سكانها بـ 219 نسمة حسب الإحصاء الذي جرى عام 2011.